# Péry-La Heutte
Péry-La Heutte je obec v okrese Bernský Jura v kantonu Bern ve Švýcarsku. Žije zde přibližně 1 900 obyvatel.
Obec vznikla k 1. lednu 2015 sloučením doposud samostatných obcí Péry a La Heutte.

## Historie
Obec Péry-La Heutte vznikla 1. ledna 2015 sloučením dříve samostatných obcí Péry a La Heutte.

## Galerie

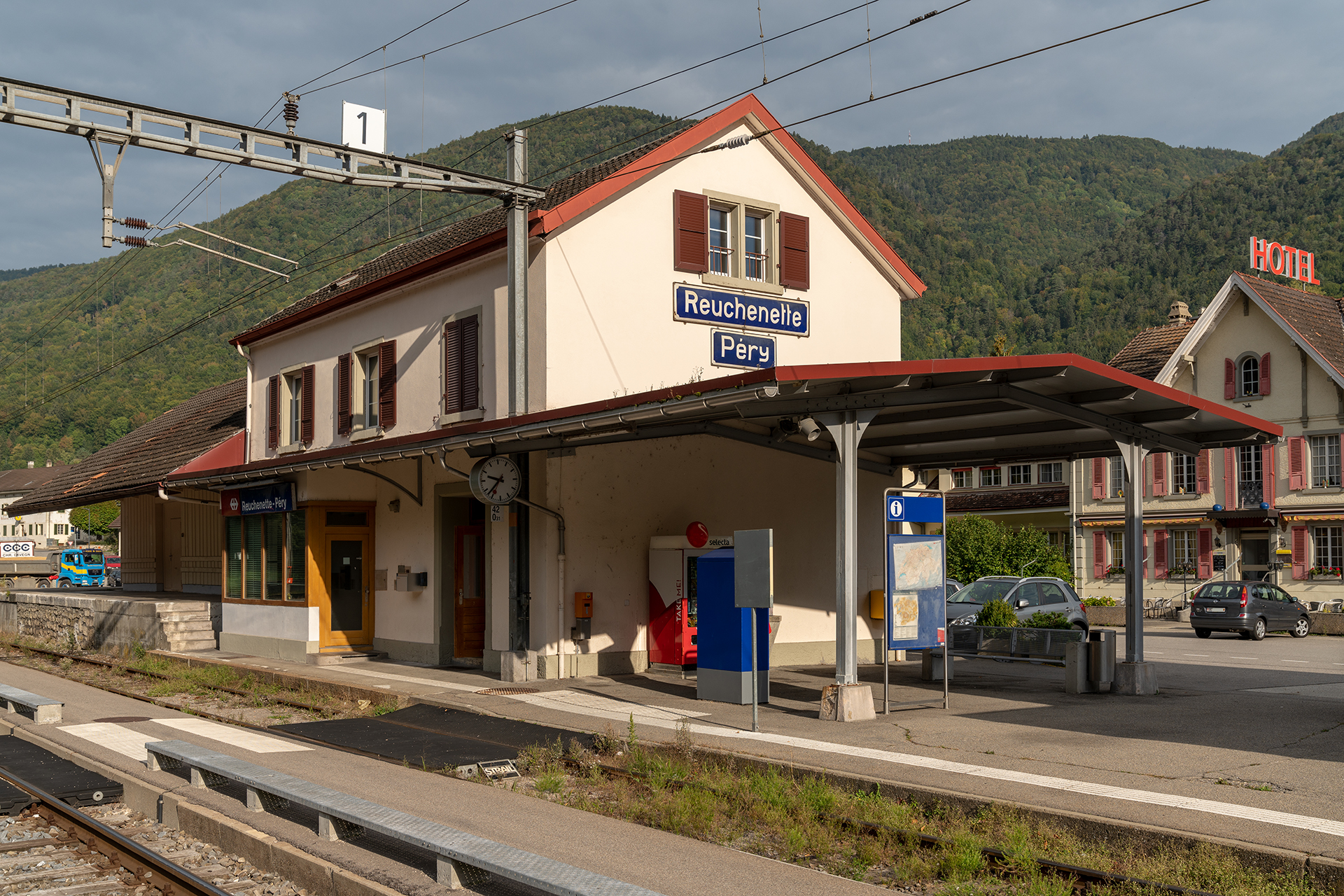
Železniční stanice
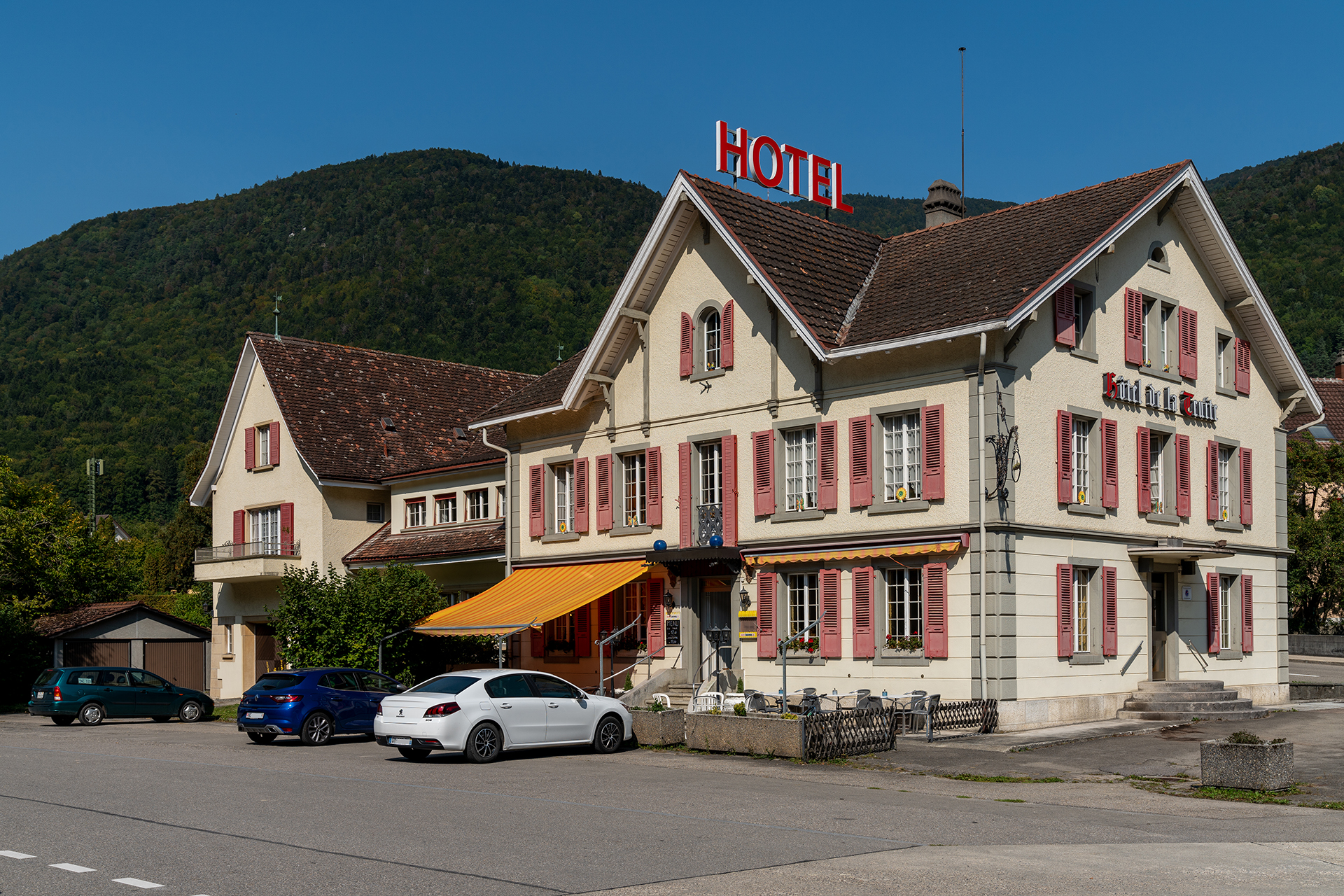
Hôtel de la Truite
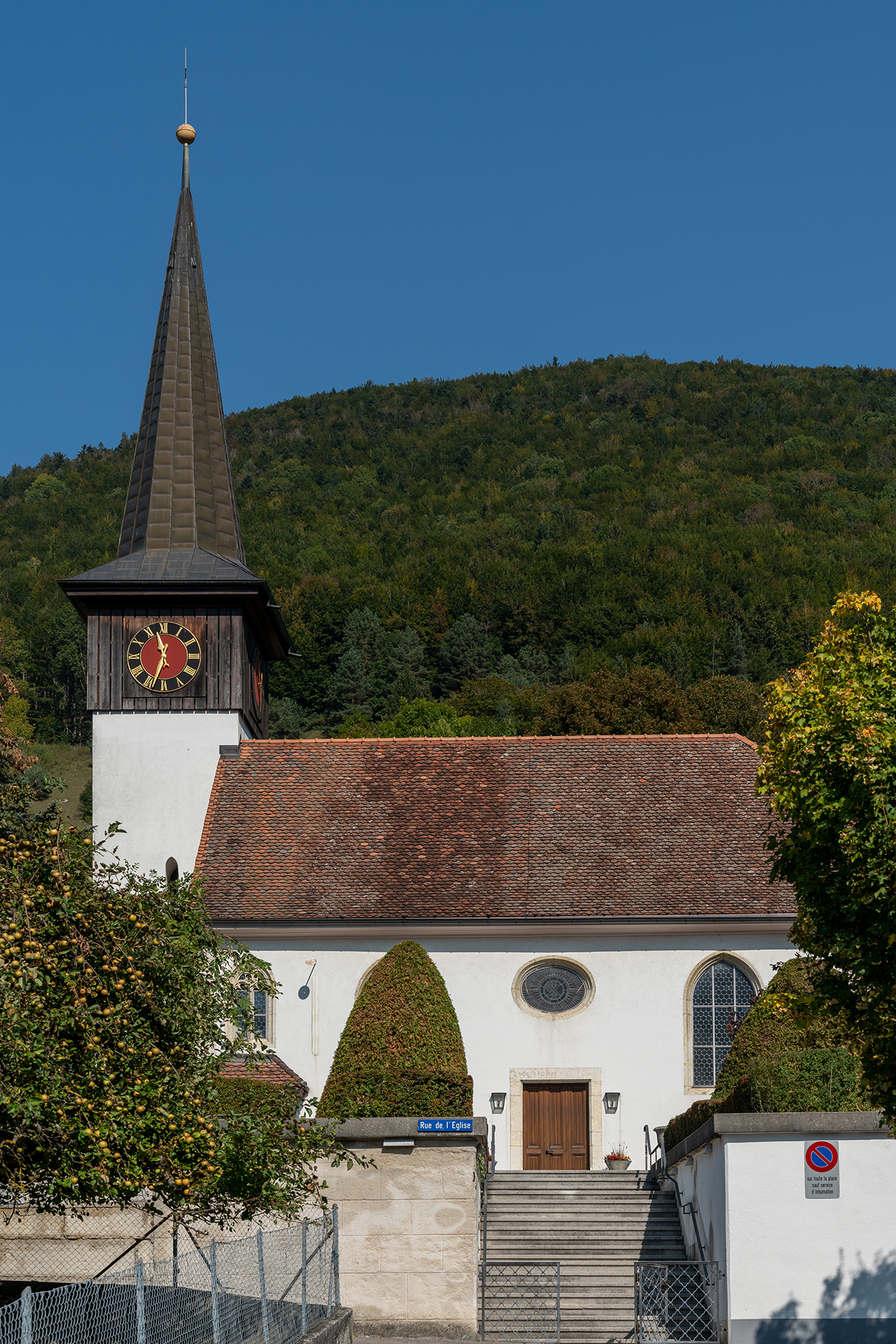
Reformovaný kostel
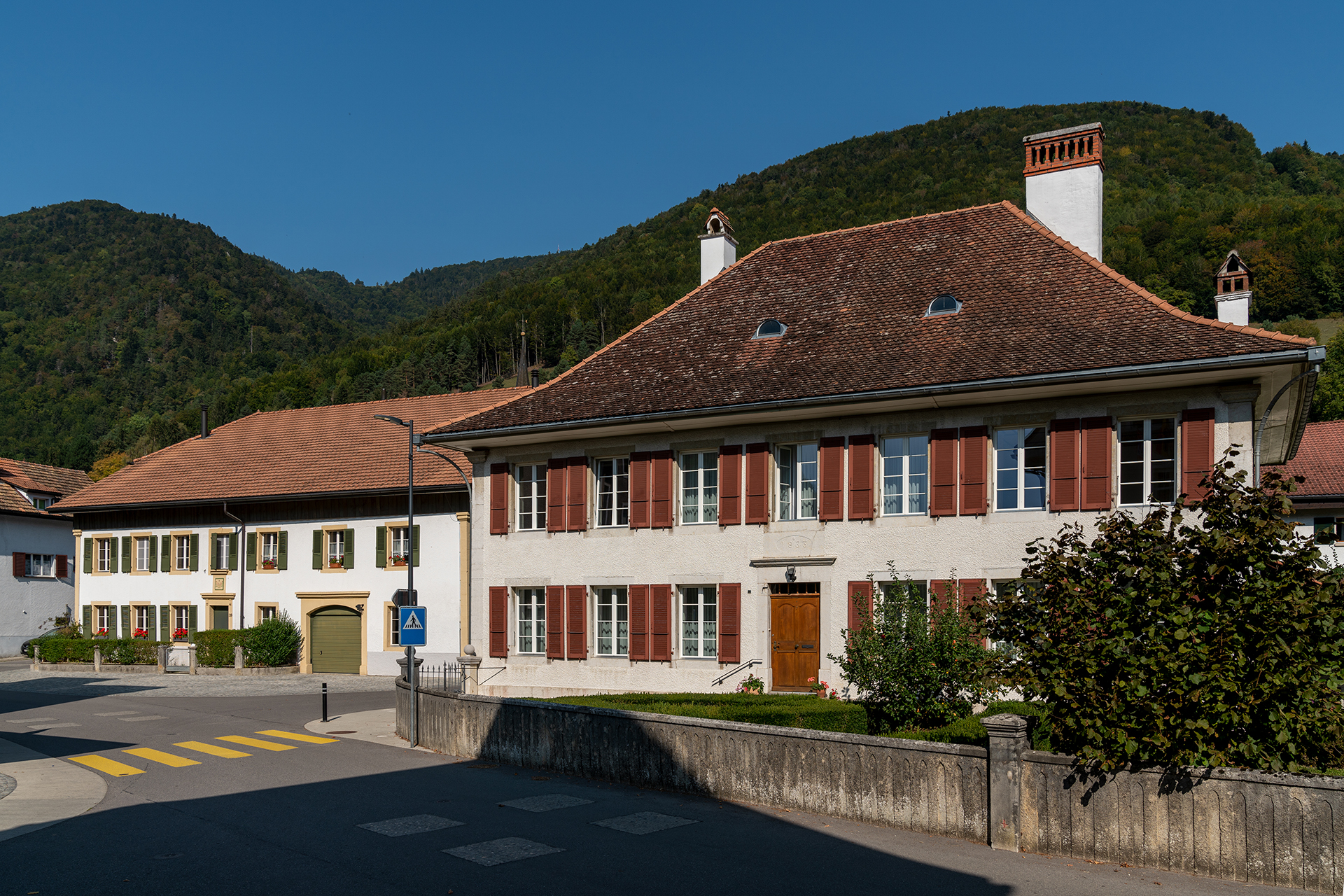
Fara
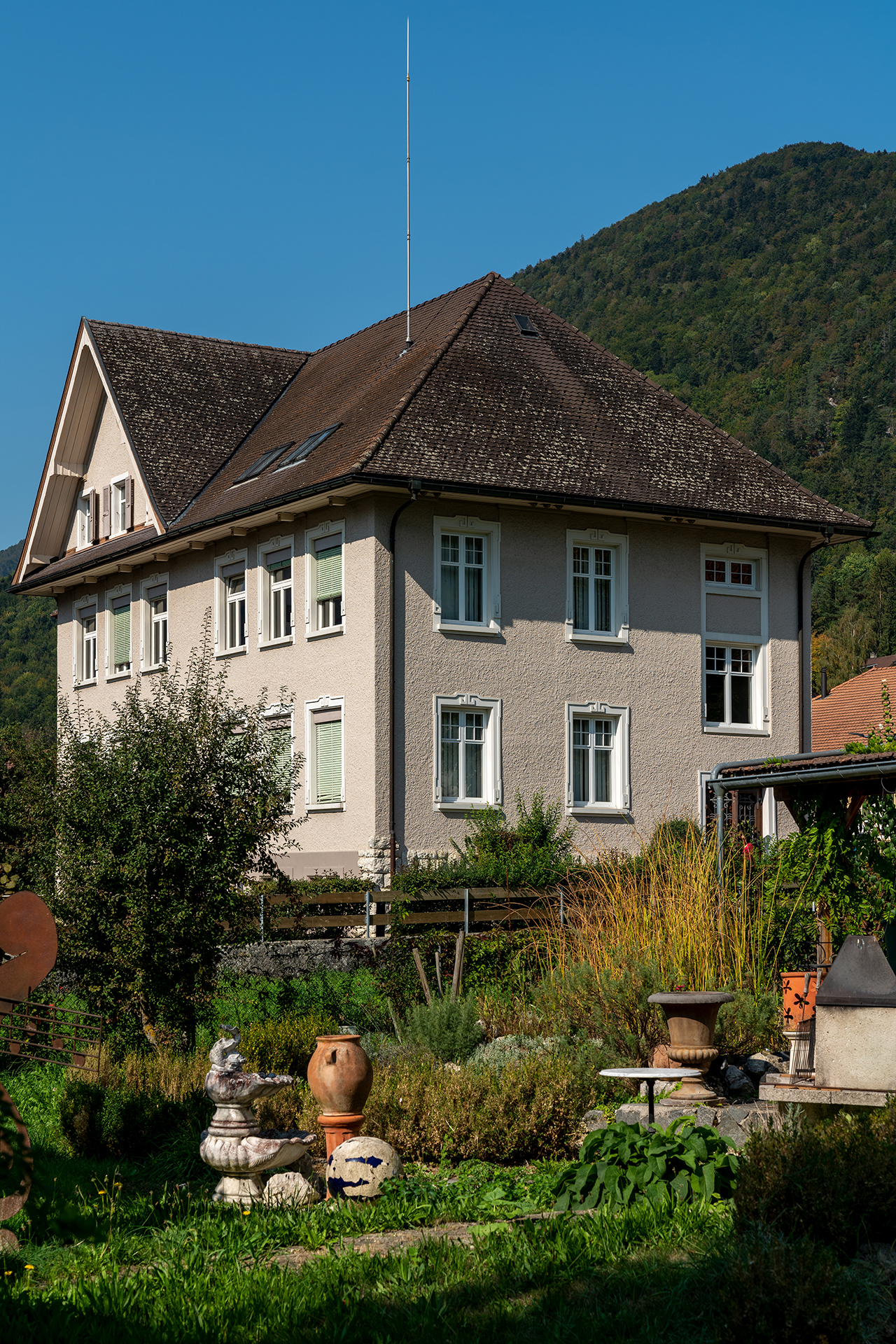
Škola
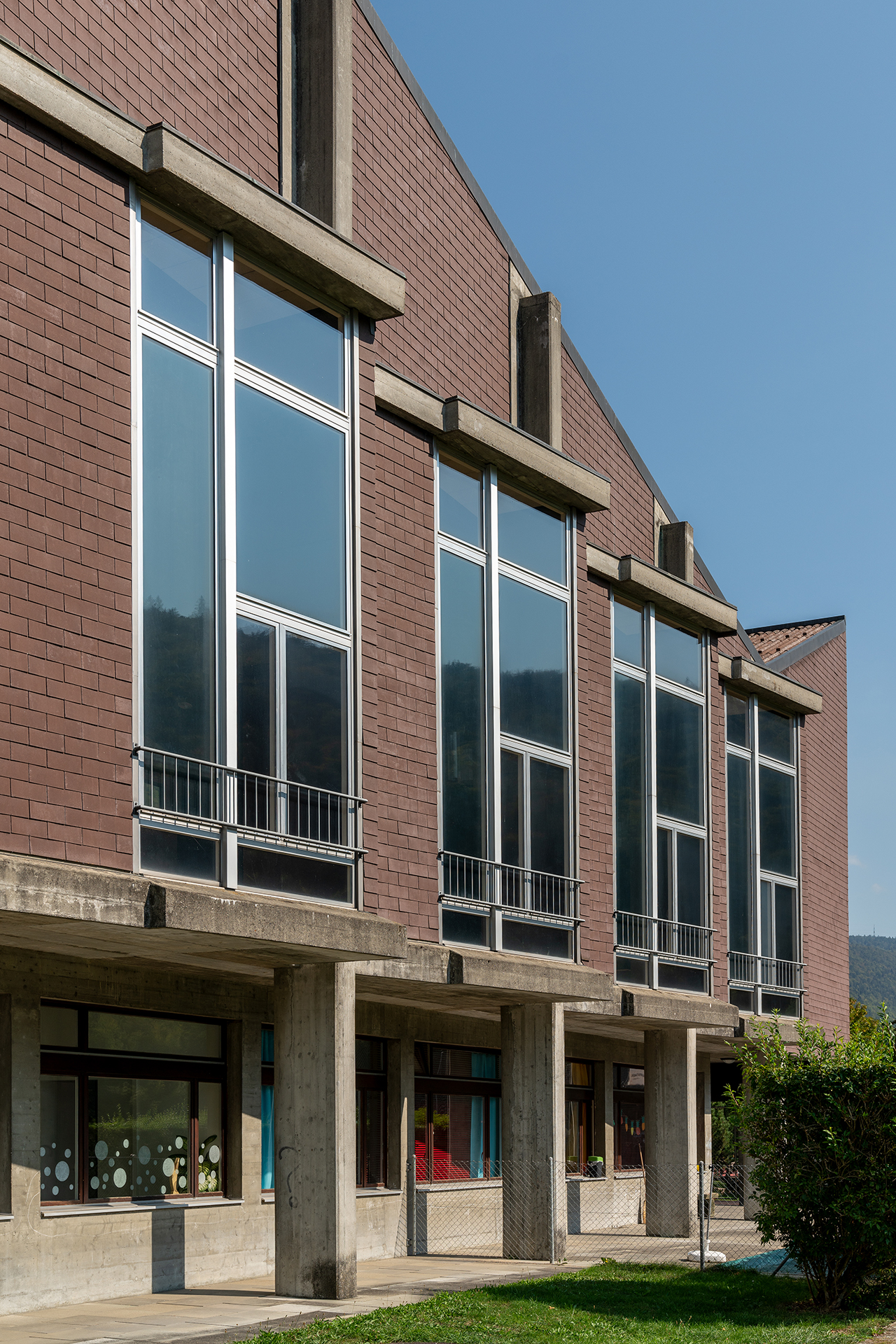
Centrum obce
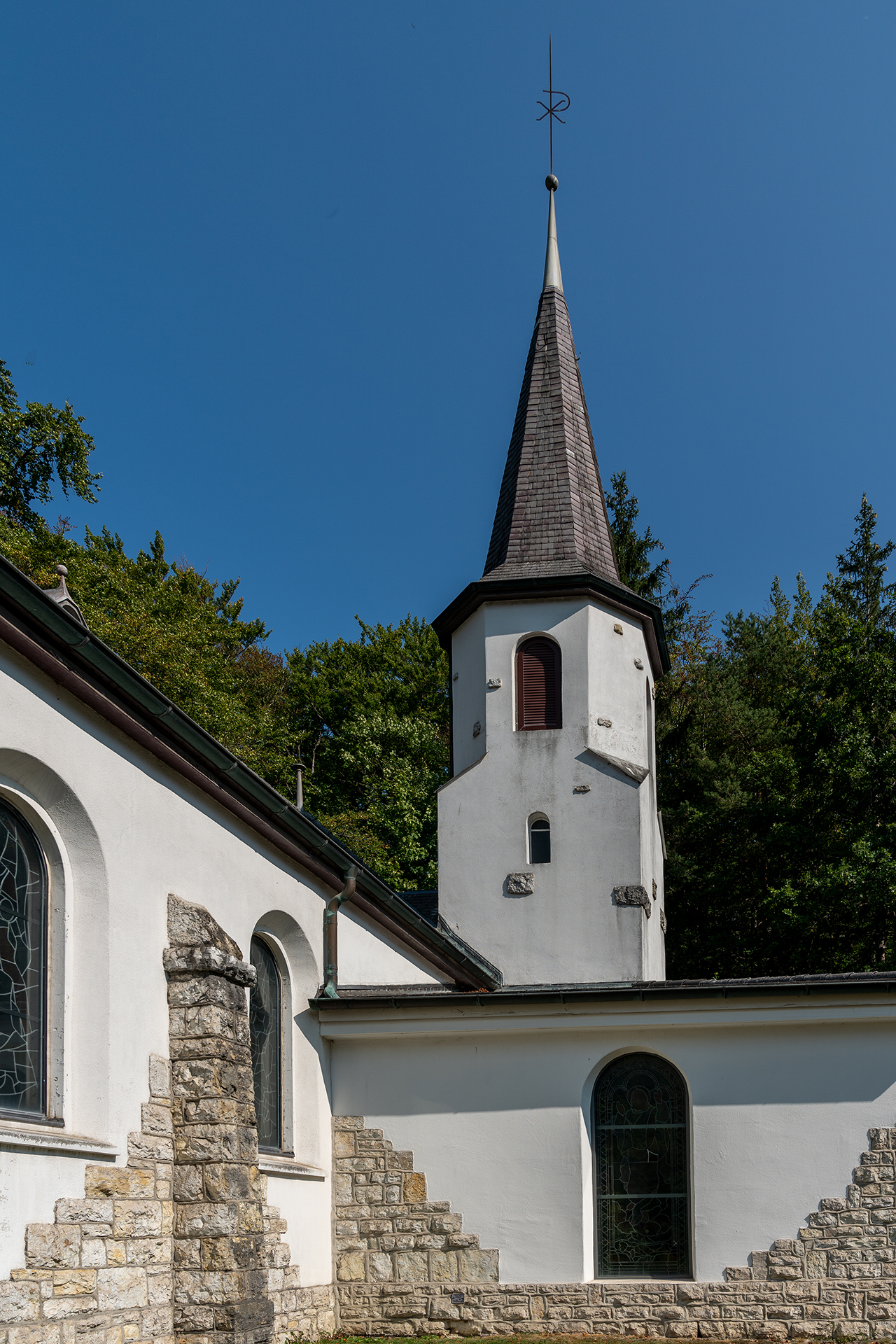
Katolický kostel
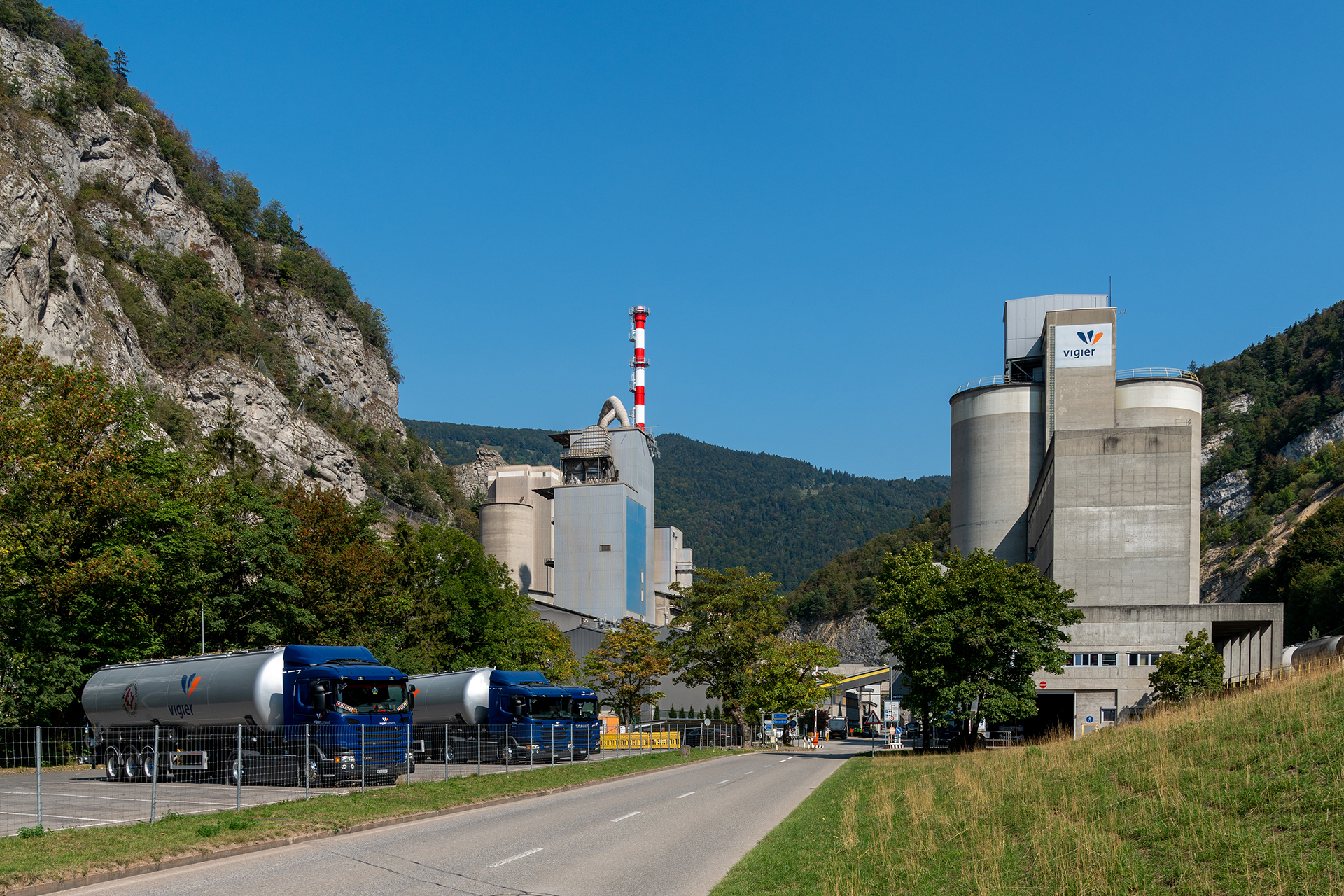
Cementárna Vigier SA